# Sarah Fabergé

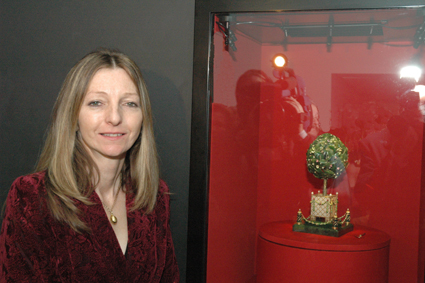
Sarah Fabergé

Sarah Fabergé (Engeland, 1958) is de enige dochter van Theo Fabergé. Zij ontwerpt kunstobjecten, juwelen en uurwerken onder de naam St. Petersburg Collection. 
Sarah Fabergé is de achterkleindochter van Peter Carl Fabergé. Via haar vader Theo Fabergé kwam zij in contact met het werk van haar overgrootvader Carl Fabergé. Vanaf 1994, na studies in design en zilversmederij creëerde zij haar eigen designs voor de St. Petersburg Collection. In maart 2004 werd Sarah Fabergé met haar zoon Joshua uitgenodigd in Sint-Petersburg. Met een officiële ontvangst in de Hermitage, het Mariinski Theater, en een groots evenement in het prestigieuze Hotel Astoria, werd de opening gevierd van een kunstgalerij gewijd aan het werk van Sarah en haar vader, Theo Fabergé. Sarah's creatie 'Neva Egg' is permanent tentoongesteld in het St Petersburg City Museum.